# Cantonul Châteauneuf-d'Ille-et-Vilaine
Cantonul Châteauneuf-d'Ille-et-Vilaine este un canton din arondismentul Rennes, departamentul Ille-et-Vilaine, regiunea Bretania, Franța.

## Comune
| Comune                        | Populație (1999) | Cod poștal | Cod INSEE |
| ----------------------------- | ---------------- | ---------- | --------- |
| Châteauneuf-d'Ille-et-Vilaine | ...              | 35430      | 35070     |
| Lillemer                      | ...              | 35111      | 35153     |
| Miniac-Morvan                 | ...              | 35540      | 35179     |
| Plerguer                      | ...              | 35540      | 35224     |
| Saint-Guinoux                 | ...              | 35430      | 35279     |
| Saint-Père                    | ...              | 35430      | 35306     |
| Saint-Suliac                  | ...              | 35430      | 35314     |
| Le Tronchet                   | ...              | 35540      | 35362     |
| La Ville-ès-Nonais            | ...              | 35430      | 35358     |